# Glaphyrus calvaster
Glaphyrus calvaster es una especie de coleóptero de la familia Glaphyridae.

## Distribución geográfica
Habita en Armenia.